# Perissopmeros foraminatus
Espèce
Synonymes
- Sternodes foraminatus Butler, 1929

Perissopmeros foraminatus est une espèce d'araignées aranéomorphes de la famille des Malkaridae.

## Distribution
Cette espèce est endémique du Victoria en Australie.

## Publication originale
- (en) Butler, 1929, « Studies in Victorian spiders. No. 1 », Proceedings of the Royal Society of Victoria, vol. 42, p. 41-52.